# Puchar Cinquecento (Polska)
Puchar Cinquecento – monomarkowy cykl wyścigów samochodowych, rozgrywanych w Polsce w latach 1993–1998 pod patronatem Polskiego Związku Motorowego. W serii brały udział wyłącznie samochody Fiat Cinquecento.

## Charakterystyka
Puchar został powołany w 1993 roku i początkowo nosił nazwę Trofeo Fiat Cinquecento. W Pucharze uczestniczyły samochody Fiat Cinquecento z silnikiem o pojemności 900 cm³ według regulaminu grupy N (tzn. niedozwolone były przeróbki silnika). Podwozie natomiast musiało spełniać regulamin grupy A, czyli mogło być modyfikowane w dużym stopniu. Pierwszym mistrzem został Krzysztof Federowicz. W 1994 roku równolegle z Pucharem Cinquecento rozpoczęto organizację traktowanej jako klasa Wyścigowych Samochodowych Mistrzostw Polski klasy markowej Cinquecento, w której silniki mogły być modyfikowane; niemniej zawodnicy Pucharu Cinquecento zdobywali punkty zarówno do klasyfikacji Pucharu, jak i do punktacji klasy markowej Cinquecento. W 1995 roku powołano dodatkowo Puchar Cinquecento Sporting, w którym brały udział Fiaty Cinquecento Sporting. W 1995 roku w Pucharze tym uczestniczyło dwudziestu najlepszych kierowców Pucharu Cinquecento poprzedniego sezonu oraz dwudziestu kierowców zaproszonych przez Polski Związek Motorowy. Samochody te również nie mogły być przerabiane. W 1997 roku wprowadzono warunek, że w Pucharze Cinquecento mogą startować tylko zawodnicy do 23 roku życia. Ostatnia edycja Pucharu odbyła się w 1998 roku.
8 października 1994 roku podczas eliminacji Pucharu Cinquecento na Torze Poznań miał miejsce wypadek, w którym wielokrotnie koziołkował samochód 24-letniego Marcina Błaszczyńskiego. Błaszczyński zmarł pięć tygodni po wypadku wskutek urazów głowy.

## Przebieg zawodów
W sezonie 1994 po treningach zawodników dzielono na trzy grupy. Grupy te uczestniczyły w trzech wyścigach kwalifikacyjnych. Pierwszych dwunastu kierowców z każdego takiego wyścigu awansowało do finału. W finale pozycje startowe przyznawano według zasady: pierwsze pole dla zwycięzcy pierwszego wyścigu, drugie – dla zwycięzcy drugiego itd.
Od roku 1995 wyniki z treningu decydowały o ustawieniu startowym w biegu finałowym. W wypadku, kiedy liczba zawodników przekraczała pojemność toru, rozgrywano dwa biegi – bieg A (walka o najlepsze pozycje) i bieg B (walka o dalsze pozycje).

## Punktacja
| Rok                     | 1   | 2  | 3  | 4  | 5  | 6  | 7  | 8  | 9  | 10 | 11 | 12 | 13 | 14 | 15 |
| 1993                    | 25  | 20 | 17 | 15 | 13 | 11 | 9  | 8  | 7  | 6  | 5  | 4  | 3  | 2  | 1  |
| 1994                    | 50  | 47 | 45 | 44 | 43 | 42 | 41 | 40 | 39 | 38 | 37 | 36 | 35 | 34 | 33 |
| 1995–1996 (CC 900)      | 100 | 97 | 95 | 94 | 93 | 92 | 91 | 90 | 89 | 88 | 87 | 86 | 85 | 84 | 83 |
| 1995–1996 (CC Sporting) | 50  | 47 | 45 | 44 | 43 | 42 | 41 | 40 | 39 | 38 | 37 | 36 | 35 | 34 | 33 |
| 1997                    | 50  | 47 | 45 | 44 | 43 | 42 | 41 | 40 | 39 | 38 | 37 | 36 | 35 | 34 | 33 |
| 1998                    | 35  | 30 | 26 | 23 | 21 | 20 | 19 | 18 | 17 | 16 | 15 | 14 | 13 | 12 | 11 |

## Mistrzowie
| Rok  | Puchar Cinquecento                                                                       | Puchar Cinquecento Sporting                                                  |
| ---- | ---------------------------------------------------------------------------------------- | ---------------------------------------------------------------------------- |
| 1993 | Krzysztof Federowicz (Autoklub Rzemieślnik Warszawa)                                     | –                                                                            |
| 1994 | Włodzimierz Pawluczuk (Castrol Racing Team / Car Serwis - Autoklub Rzemieślnik Warszawa) | –                                                                            |
| 1995 | Karol Buks (Automobilklub Wielkopolski)                                                  | Sebastian Mielcarek (Polmozbyt Piła - Automobilklub Wielkopolski)            |
| 1996 | Grzegorz Grzyb (Polmozbyt Rzeszów - Moto Car 93 Rzeszów)                                 | Wojciech Cołoszyński (Autorex / Castrol - Autoklub Rzemieślnik Warszawa)     |
| 1997 | Jakub Pietruszyński (PPH Kaczmarek / ACM Mari Car - Automobilklub Wielkopolski)          | Wojciech Cołoszyński (Castrol / Autorex - Automobilklub Polski)              |
| 1998 | Bartosz Ptak (Autoklub Rzemieślnik Warszawa)                                             | Wojciech Cołoszyński (Jet-Castrol / Autorex - Autoklub Rzemieślnik Warszawa) |